# シャフカト・ムラジャノフ
シャフカト・ムラジャノフ（Shavkat Mullajanov, 1986年1月19日 - ）は、ウズベキスタンの元サッカー選手。現役時代のポジションはディフェンダー。

## 所属クラブ
- キジルクム・ザラフシャン　2010
- アルマリクFK　2010
- アル・アハリ・ドーハ　2011-2012
- アル・ナスルFC 2012-2013
- 遼寧宏運足球倶楽部 2013
- アルマリクFK 2014
- PFCロコモティフ・タシュケント 2014-2015
- アル・シャアブ・シャールジャ 2016
- FKブハラ 2016
- アルマリクFK 2017-2018
- FKブハラ 2018-2019
- PFCメタルルグ・ベカバード 2019-2020
- PFCソグディアナ・ジザフ 2020-2021
- ネフチ・フェルガナ 2021